# Mikael Granlund
Mikael Granlund (Oulu, 26. veljače 1992.) finski je profesionalni hokejaš na ledu. Lijevoruki je napadač i igra na poziciji centra. Danas nastupa za finskoj SM-liiga za momčad HIFK. 

## Karijera

### SM-Liiga
Granlund, etikiran kao "čudo od djeteta" karijeru je započeo u poznatom omladinskom pogonu finskog kluba Kärpät Oulu koji je izbacio mnogobrojne velike talente. Međutim, HIFK Helsinki je prije početka sezone 2009./10. u velikom transferu koji je podigao puno prašine preoteo 17-godišnjeg Granlunda Kärpätu. U prvih 10 utakmica sezone skupio je isto toliko bodova (3 gola, 7 asistencija). Granlund je dogurao do prvog mjesta napada i u svojoj prvoj sezoni uspio je skupiti 40 bodova čime je postao najmlađim igračem u povijesti SM-liige kojem je to pošlo za rukom. To je postignuće još veće u obzir da je ostvareno u 43 utakmice u kojima je igrao.

## Statistika karijere

### Klupska statistika
| 2008./09.            | Kärpät Oulu          | SM-liiga             | 2  | 0  | 0  | 0  | 0 | —               | —               | —               | —               | —               |                 |                 |                 |                 |                 |                 |                 |                 |                 |                 |                 |                 |                 |                 |                 |                 |                 |                 |                 |                 |                 |                 |                 |                 |                 |                 |                 |                 |                 |                 |                 |                 |                 |                 |                 |
| 2009./10.            | HIFK                 | SM-liiga             | 43 | 13 | 27 | 40 | 2 | sezona u tijeku | sezona u tijeku | sezona u tijeku | sezona u tijeku | sezona u tijeku | sezona u tijeku | sezona u tijeku | sezona u tijeku | sezona u tijeku | sezona u tijeku | sezona u tijeku | sezona u tijeku | sezona u tijeku | sezona u tijeku | sezona u tijeku | sezona u tijeku | sezona u tijeku | sezona u tijeku | sezona u tijeku | sezona u tijeku | sezona u tijeku | sezona u tijeku | sezona u tijeku | sezona u tijeku | sezona u tijeku | sezona u tijeku | sezona u tijeku | sezona u tijeku | sezona u tijeku | sezona u tijeku | sezona u tijeku | sezona u tijeku | sezona u tijeku | sezona u tijeku | sezona u tijeku | sezona u tijeku | sezona u tijeku | sezona u tijeku | sezona u tijeku | sezona u tijeku |
| Sveukupno - SM-liiga | Sveukupno - SM-liiga | Sveukupno - SM-liiga | 45 | 13 | 27 | 40 | 2 | —               | —               | —               | —               | —               |                 |                 |                 |                 |                 |                 |                 |                 |                 |                 |                 |                 |                 |                 |                 |                 |                 |                 |                 |                 |                 |                 |                 |                 |                 |                 |                 |                 |                 |                 |                 |                 |                 |                 |                 |

## Vanjske poveznice
|  | Zajednički poslužitelj ima stranicu o temi Teemu Selänne |

- Profil na Eurohockey.net
- Profil na The Internet Hockey Database
- Profil na Eliteprospects.com